# 蘇季夫卡 (新桑扎里區)
49°23′27″N 34°18′0″E / 49.39083°N 34.30000°E
蘇季夫卡（烏克蘭語：Судівка），是烏克蘭中部的村莊，隸屬波爾塔瓦州的波爾塔瓦區。該村處於波盧濟爾亞河畔，距離布里杜尼0.5公里和列柳希夫卡2.5公里，面積2.832平方公里，海拔高度134米，2001年人口389。